# 59-я механизированная бригада
59-я механизированная бригада — механизированная бригада Рабоче-крестьянской Красной армии в годы Великой Отечественной войны.
Сокращённое наименование — 59 мбр.

## Формирование и организация
Начала формироваться на основании Директивы ГШ КА № орг/2/2468 от 06.09.1942 г.
Приказом НКО № 394 от 18.12.1942 г. и Директивой ГШКА № 991257 от 26.12.1942 г. бригада преобразована в 8-ю гв. механизированную бригаду.

## Боевой и численный состав
Бригада сформирована по штатам №№ 010/370 - 010/380, 010/414:
Управление бригады (штат № 010/370)
1-й мотострелковый батальон (штат № 010/371)
2-й мотострелковый батальон (штат № 010/371)
3-й мотострелковый батальон (штат № 010/371)
Минометный батальон (штат № 010/372)
Артиллерийский дивизион (штат № 010/373)
Зенитный артиллерийский дивизион (штат № 010/374)
Рота ПТР (штат № 010/375)
Рота автоматчиков (штат № 010/376)
Разведывательная рота (штат № 010/377)
Рота управления (штат № 010/378)
Рота техобеспечения (штат № 010/379)
Медико-санитарный взвод (штат № 010/380)
20-й танковый полк (штат № 010/414)

## Подчинение
Периоды вхождения в состав Действующей армии:
- с 27.10.1942 по 18.12.1942 года.

| Дата            | Фронт (округ)             | Армия      | Корпус                      | Дивизия | Бригада | Примечания |
| --------------- | ------------------------- | ---------- | --------------------------- | ------- | ------- | ---------- |
| 01.10.1942 года | Приволжский военный округ |            | 4-й механизированный корпус |         |         |            |
| 01.11.1942 года | Сталинградский фронт      |            | 4-й механизированный корпус |         |         |            |
| 01.12.1942 года | Сталинградский фронт      | 57-я армия | 4-й механизированный корпус |         |         |            |

## Командиры

### Командиры бригады
- Стеньшинский Виктор Фёдорович, полковник, 14.09.1942 - 26.11.1942 года[1]
- Белый Даниил Никитович, полковник, 12.12.1942 - 18.12.1942 года.[2]

### Начальники штаба бригады
- Смелов Аркадий Михайлович, майор, 14.09.1942 - 26.12.1942 года.[3]

### Заместитель командира бригады по строевой части
- Смирнов Константин Иванович, майор, на 02.1943 года.

## Отличившиеся воины
| Награда | Ф. И.О | Должность | Звание | Дата награждения | Примечания |
| ------- | ------ | --------- | ------ | ---------------- | ---------- |